# Jacek Owczarek
Jacek Owczarek (ur. 29 października 1950 w Sosnowcu) – dr inżynier, architekt, nauczyciel akademicki, konserwator zabytków, wojewódzki konserwator zabytków w Katowicach w latach 1993–2006.
W 1968 został absolwentem Liceum Ogólnokształcącego im. Emilii Plater w Sosnowcu oraz klasy wiolonczeli w szkole muzycznej I stopnia. W 1975 uzyskał tytuł magistra na Wydziale Architektury Politechniki Śląskiego, a w 1984 został doktorem nauk technicznych na Wydziale Architektury Politechniki Wrocławskiej. Od 1975 był pracownikiem naukowym Wydziału Architektury Politechniki Wrocławskiej.
W 1991 rozpoczął pracę w Państwowej Służbie Ochrony Zabytków w Katowicach. W tym samym roku został także prezesem Oddziału Górnośląskiego Stowarzyszenia Historyków Sztuki, a wkrótce zastępcą wojewódzkiego konserwatora zabytków. W 1993 powołano go na stanowisko wojewódzkiego konserwatora zabytków w Katowicach. Podczas pełnienia tej funkcji był m.in. głównym projektantem obecnej formy Zamku Sieleckiego w Sosnowcu. 
Od 2006 był dyrektorem Śląskiego Centrum Dziedzictwa Kulturowego.
Jest autorem publikacji związanych z architekturą i zabytkami. Członek Stowarzyszenia Historyków Sztuki oraz ICOMOS - Międzynarodowej Rady Ochrony Zabytków z centralą w Paryżu. Jest także kierownikiem Zakładu Historii Architektury i Konserwacji Zabytków Wyższej Szkoły Technicznej w Katowicach.
W 2024 odznaczony przez Ministra Kultury i Dziedzictwa Narodowego odznaką honorową „Zasłużony dla Kultury Polskiej”. Członek Wojewódzkiej Rady Ochrony Zabytków przy Śląskim Wojewódzkim Konserwatorze Zabytków.